# Monobactamă

Aztreonam

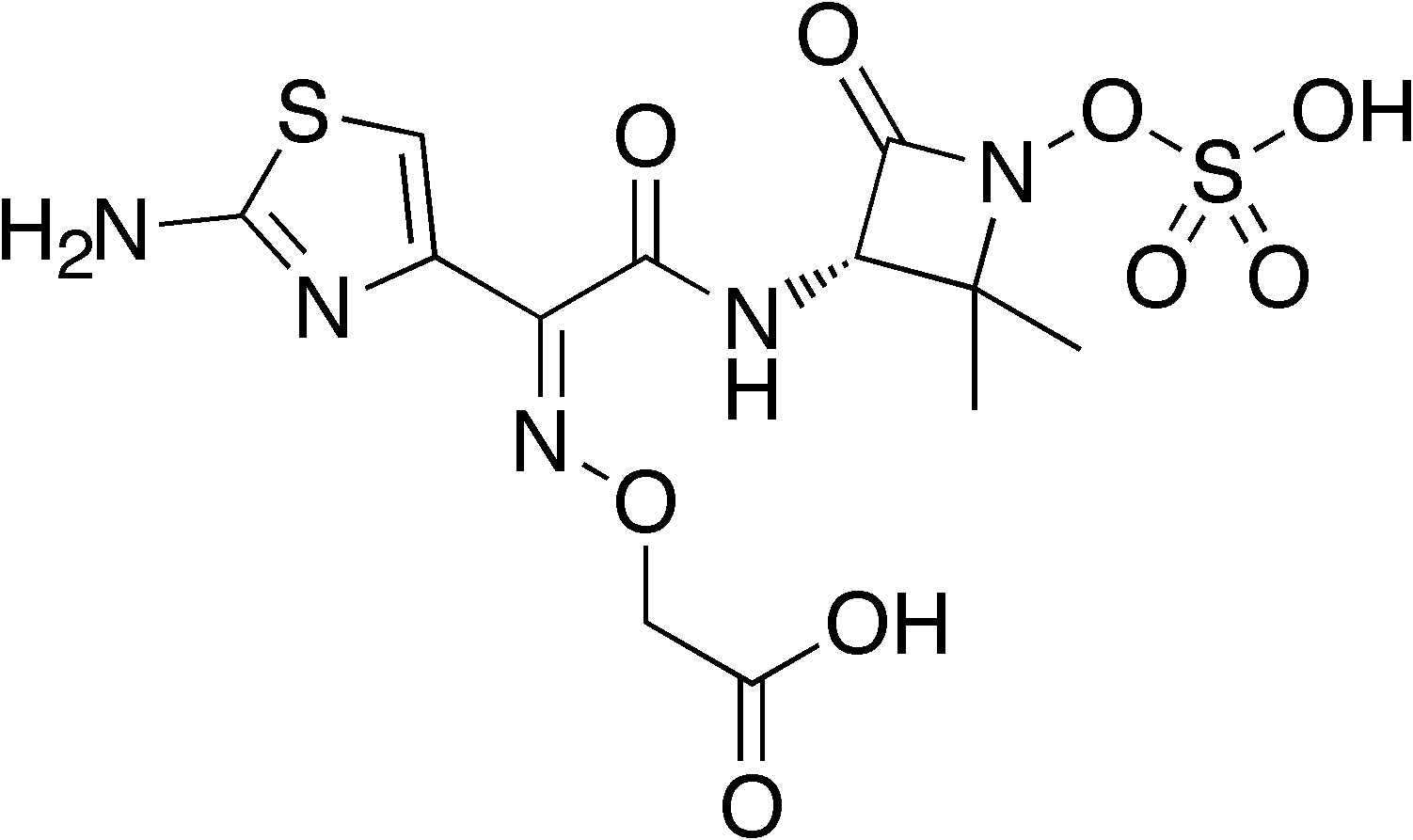
Tigemonam

Monobactamele reprezintă o clasă de antibiotice beta-lactamice monociclice (nucleul beta-lactamic nu este fuzionat cu un alt ciclu, spre deosebire de celelalte antibiotice beta-lactamice). Monobactamele sunt active doar împotriva bacteriilor Gram-negative aerobe (precum sunt Neisseria și Pseudomonas). Un exemplu de monobactamă este aztreonamul.